# Patrimonium (Groningen)

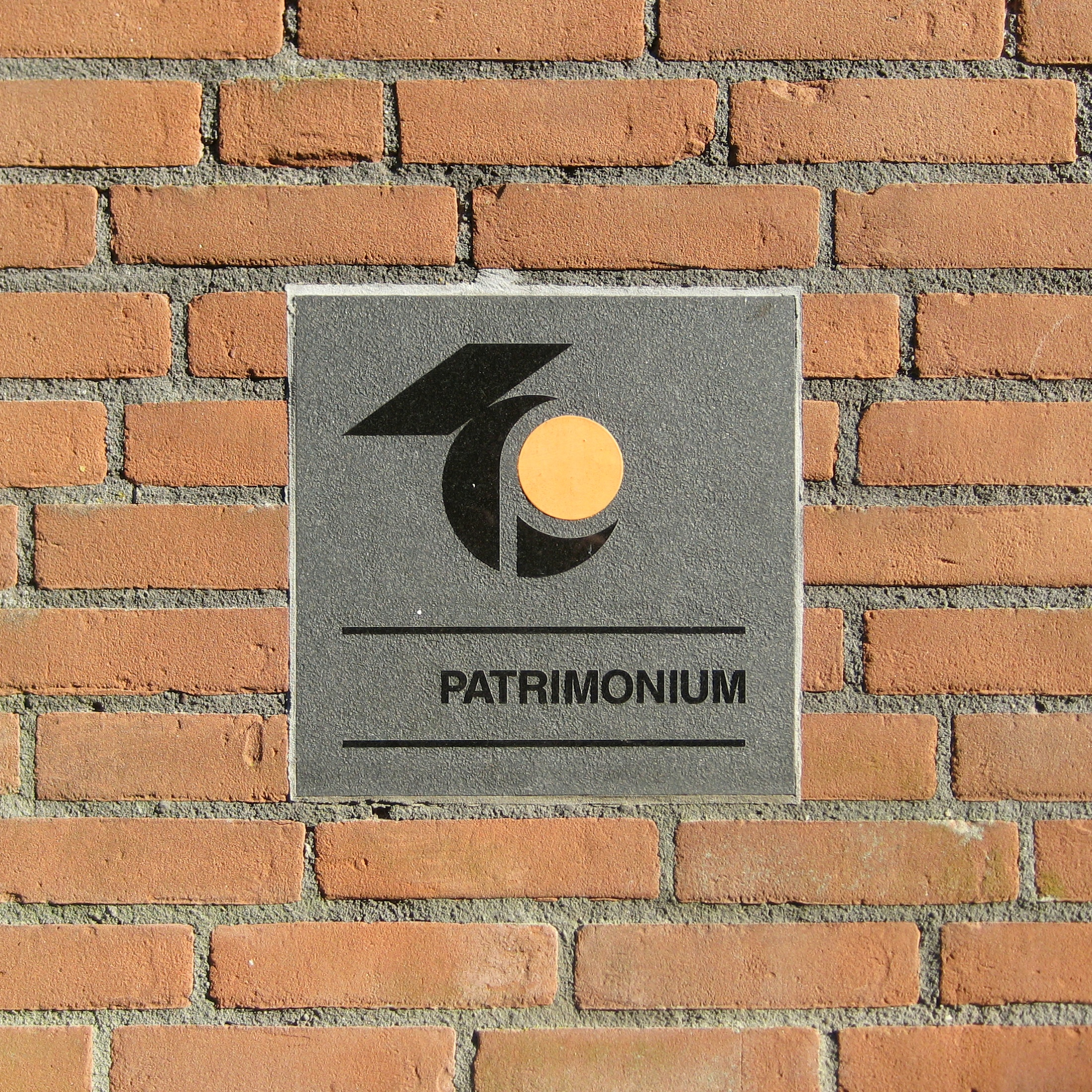
Gevelsteen in een huizenblok van Patrimonium (2012)

Patrimonium, voluit Christelijke Woningstichting Patrimonium, is een woningbouwcorporatie in de Nederlandse stad Groningen. Patrimonium is vooral actief in de wijken Beijum, Corpus den Hoorn, de Oosterpoort, de Rivierenbuurt, Selwerd en Vinkhuizen.
De organisatie is een stichting, waarop toezicht wordt gehouden door een onafhankelijke Raad van Commissarissen. De belangen van de huurders van Patrimonium worden vertegenwoordigd door verschillende huurdersverenigingen en bewonerscommissies. De huurdersverenigingen maken deel uit van de in 1993 opgerichte Gemeenschappelijke Werkgroep Huurdersverenigingen Patrimonium (GWHP), die sinds 2000 een stichting is. Daarnaast is binnen Patrimonium een aantal zogenaamde welzijnscommissies actief, die zich bezighouden met de belangen van bewoners van seniorencomplexen.
In 2012 verhuurde Patrimonium 6376 woningen. Aan het einde van dat jaar had de stichting 43 medewerkers in dienst (39,1 fte). Het bedrijfsresultaat bedroeg € 3.810.000.